# Lucien Clergue

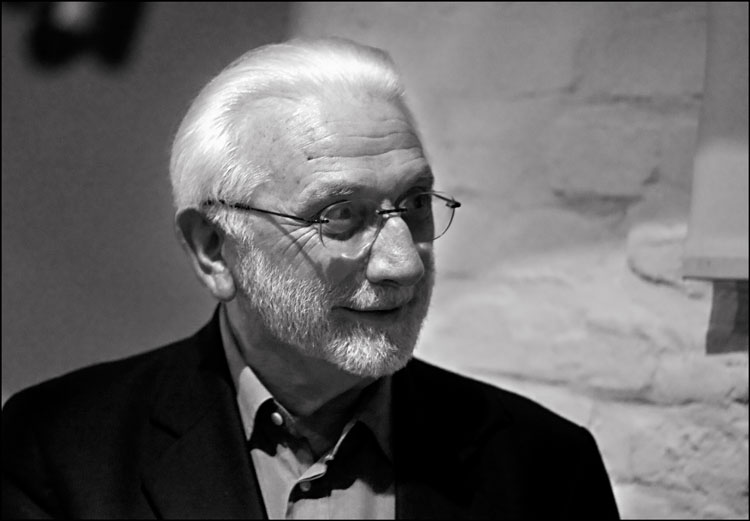
Lucien Clergue in het Kunsthaus in Wenen (2007)

Lucien Clergue (Arles, 14 augustus 1934 – Nîmes, 15 november 2014) was een Frans fotograaf. Yann Arthus-Bertrand en hij waren de eerste twee fotografen benoemd tot lid van de Académie des Beaux-Arts in Parijs.

## Levensloop
Clergue groeide op in Arles. Vanaf de kinderjaren volgde hij vioollessen. Als tiener veranderde zijn wens om violist te worden in fotograaf. Hij fotografeerde voor die tijd speciale onderwerpen: dode vogels aan de Rhône-oevers, dode stieren in de arena van Nîmes, afval langs de straat of naakte vrouwen op het strand. Twintig jaar oud toonde hij zijn clichés aan Pablo Picasso in Arles. Dit was het begin van een jarenlange vriendschap; Picasso steunde de keuze van Clergue om te kiezen voor het beroep van fotograaf.
Zijn eerste boek Corps mémorable (1957) was een succes. Zijn foto’s werden opgeluisterd met gedichten van Paul Eluard en met een kaftomslag door Pablo Picasso. De publicaties van fotoboeken volgden mekaar nadien op. In de jaren 1960 was Clergue een van de weinige fotografen van Frankrijk ooit die een tentoonstelling had in het Museum of Modern Art in New York. Hij richtte in het Musée Réattu in Arles een afdeling op met kunstfoto’s uit de Provence.
In 1969 was hij een van de stichters van de Rencontres d’Arles. Met dit initiatief breidde hij het lokale festival van Arles uit met fototentoonstellingen. Dit trok heel wat belangstellenden, ook uit het buitenland en Clergue organiseerde er lezingen over fotografie. Voor Jack Lang, minister van Cultuur van Frankrijk, was Clergue de ambassadeur van de Franse fotografie in het buitenland. Een belangrijke hommage voor Clergue was zijn benoeming tot lid van de Académie des Beaux-Arts.
- Bibsys: 90536916
- Biblioteca Nacional de España: XX859582
- Bibliothèque nationale de France: cb118970603 (data)
- Catàleg d'autoritats de noms i títols de Catalunya: 981058509407506706
- CiNii: DA04756938
- Gemeinsame Normdatei: 11867644X
- International Standard Name Identifier: 0000 0001 2119 210X
- Library of Congress Control Number: n50028636
- MusicBrainz: ac62297e-5fbc-42cd-81f9-96648a682257
- Bibliotheek van het Japanse parlement: 00436144
- National Gallery of Victoria: 2158
- Nationale Bibliotheek van Tsjechië: xx0153339
- Nationale Bibliotheek van Israël: 987007527016905171
- Nederlandse Thesaurus van Auteursnamen: 070401861
- PIC: 1829
- RKD-Nederlands Instituut voor Kunstgeschiedenis: 258923
- LIBRIS: 182838
- SNAC: w6sb5n22
- Système universitaire de documentation: 026791641
- Union List of Artist Names: 500115463
- Virtual International Authority File: 7388520
- WorldCat: E39PBJhhvWXk7bVKfBhV7xBtrq